# Municipio de Oak Ridge
El municipio de Oak Ridge (en inglés: Oak Ridge Township) es un municipio ubicado en el  condado de Guilford en el estado estadounidense de Carolina del Norte. En el año 2010 tenía una población de 11.402 habitantes.

## Geografía
El municipio de Oak Ridge se encuentra ubicado en las coordenadas 36°11′57.49″N 79°59′47.14″O / 36.1993028, -79.9964278.